# 小翼
小翼（しょうよく）は、「短翼」、「スタブ翼」（スタブ・ウイング）（: stub 造りかけの、英俗：やり残しの）の別名で知られ、過去においては重航空機中の固定翼機にも散見されたが、ヘリコプターが実用利用の水準に到達した1950年代以降は、軍用機としての回転翼航空機に多く見られる、機体左右に張り出した短翼であり、軍用機の構成要素の1つ。
また、ミサイルやロケット弾の飛行姿勢を安定させる、あるいは飛行姿勢を変化・制御するための固定式や可動式の「フィン」（英語: fin）の訳語としても小翼が用いられている。

## 概要
揚力を発生することを第一の目的とせず、兵装や、追加の電子装置（各種センサー）、航続距離を延長する増槽を、パイロンを介して懸吊するために設計・設置される。このため、民間機にはほとんど見られない。
揚力を得ることを主目的とした翼と異なり、その成立目的上、当初より充分な強度を持ち、電子装置の中継端末や燃料移送のための配管などが設置されている。 
近年では回転翼航空機の場合でも、短翼に「空力整形されたハードポイント」としての機能だけでなく、操縦翼面としての機能を備え、積極的に揚力を生み出す翼平面形を持つ場合も増えてきたため、従来の「スタブ・ウイング」の英名の日本語翻訳として「短翼」の呼称に代わり、「小翼」の日本語訳を充てることも多くなった。
固定翼機の場合は、文字通り翼が固定されているため、胴体下（稀に胴体上）だけではなく、翼下（稀に翼上）に、重量物を吊り下げるための支柱であるパイロンを取り付けるハードポイントを設定し、この箇所にエンジン、ミサイル、爆弾、増槽などを搭載可能であるが、回転翼航空機では主回転翼の特性と構造上、当然ながらこの手法を採ることができない。
このため、軍用機としての回転翼航空機の設計に際しては、用兵側の兵装搭載量の要求を満たすためのハードポイントを設定するために、短翼を装備することが多く見られる。
これらの短翼については、必要の無い場合は取り外しが可能な機種もあるが、固定翼として造り付けのものが大半である。
ただし、 シコルスキー S-72（Sikorsky S-72）のように主翼といえる程の大きさのものは停止飛翔（ホバリング）を阻害し、ヘリコプター本来の利点を相殺してしまうなど問題も多い。
固定翼については、前進時に揚力を発生し主回転翼の負担を軽減し、前進力を増加させる目的で操縦翼面として補助翼や、昇降舵、昇降舵を備えるものもある一方、回転翼航空機の特性上、スポイラーや高揚力装置は必要が無いので設置されないが、戦闘機動時の積極的活用を目的として前縁フラップを装備したAH-64 アパッチのような例もある。
固定翼機にこのような設計が施されることは、単翼機を「複葉機」（正確には「一翼半」）とすることになり、余分な空気抵抗や不要な重量の増加など無駄が大きくなるので滅多に設計を企図されない。採用するのは水陸両用飛行艇など波の飛沫を避けるために高翼・肩翼配置を採らざるを得ない場合、農業機などで農薬散布のタンクを翼下に搭載する為、搭載タンクと地面間における必要な間隔を保つ為、農業機で重要なSTOL能力を確保するため高翼・肩翼配置を採用する機体もある。また簡易・低価格化を目的として固定脚を選択する場合、単純な方法で降着装置を設置、或いは引き込み脚を格納するためにこの手法を採用する場合がある。

## 分類
- 張り出し部（スポンソン/英語: Sponson）
  - 機体や艇体の多くは、両脇に突き出した張り出し部。空気抵抗を減じるために多くは紡錘形などの流線形をしている。内部は燃料タンクを内蔵、あるいは造りつけのインテグラルタンクとしたり、空洞であることが多いが、機関銃などを内装することもある。飛行艇の浮力を利用した水上安定性に寄与する例はあるが、揚力の発生には寄与しない。

- 短翼（スタブ・ウイング/英語: Stub wings）
  - 回転翼航空機において、機体や艇体から、多くは両脇に突き出した張り出し部のうち、翼の形状をしたもの。　副次的に揚力を発生し、主回転翼（メインローター）の負担を軽減し、前進力を増加させる。　また、ミサイルやロケット弾、爆弾、追加の電子装置（各種センサー）や、航続距離を延長する増槽を、パイロンを介して懸吊するために「ハードポイント」（重量強化点、場所）を有する。

- 小翼（バスタード・ウイング/英語: Bastard wings）
  - 回転翼航空機において、機体や艇体から、多くは両脇に突き出した張り出し部のうち、概ね固定翼機と同様の操縦翼面（補助翼、方向舵 、昇降舵、稀にスポイラーや前縁フラップ）を備え、積極的に揚力発生に寄与することで、前進時に揚力を発生し主回転翼（メインローター）の負担を軽減し、前進力を増加させる。また、短翼（スタブ・ウイング）と同様に兵装や、追加の電子装置（各種センサー）、航続距離を延長する増槽を、パイロンを介して懸吊するためにハードポイントを有する。

## 固定翼機の装備例

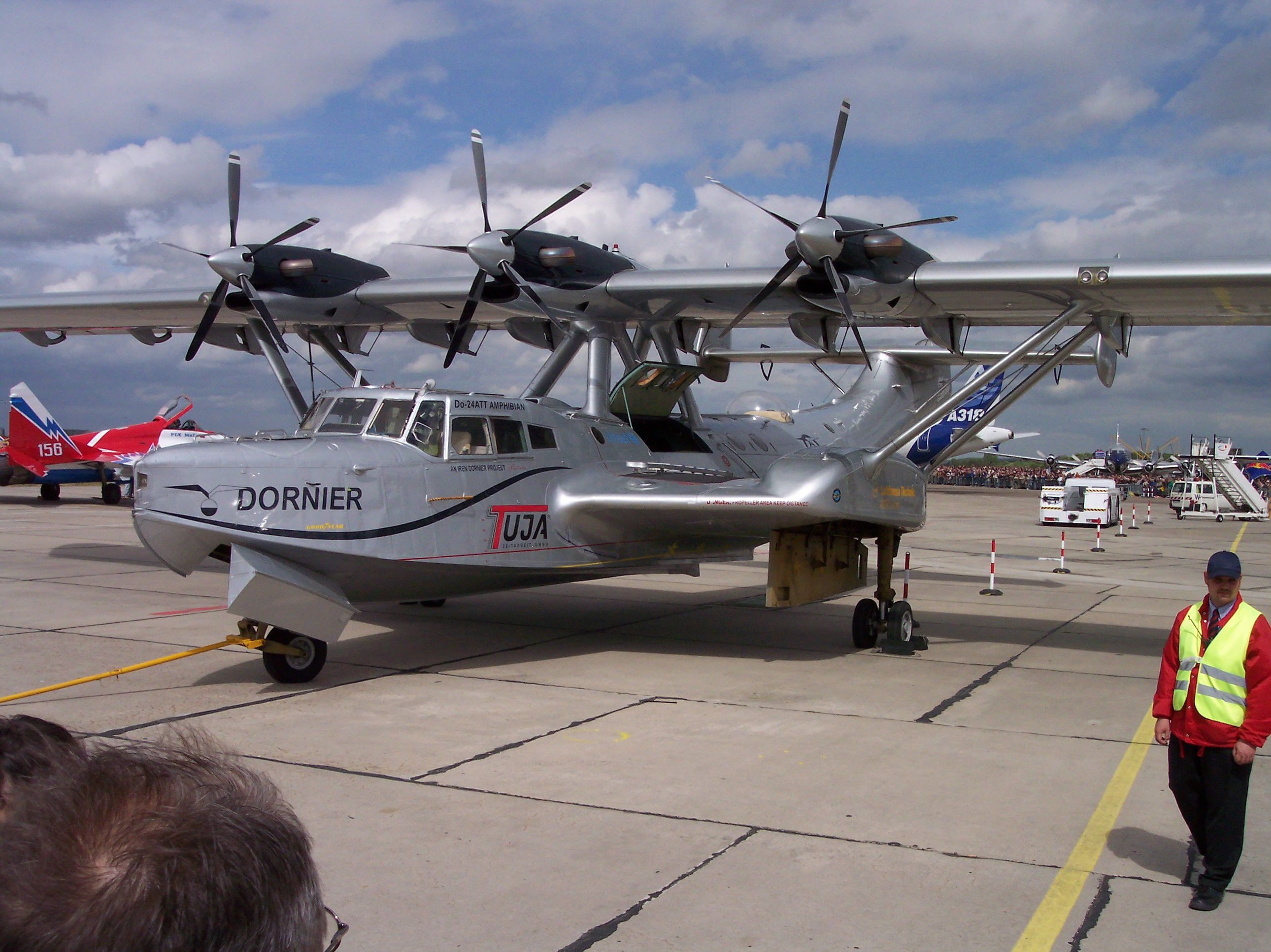
ドルニエ Do 24 ATT

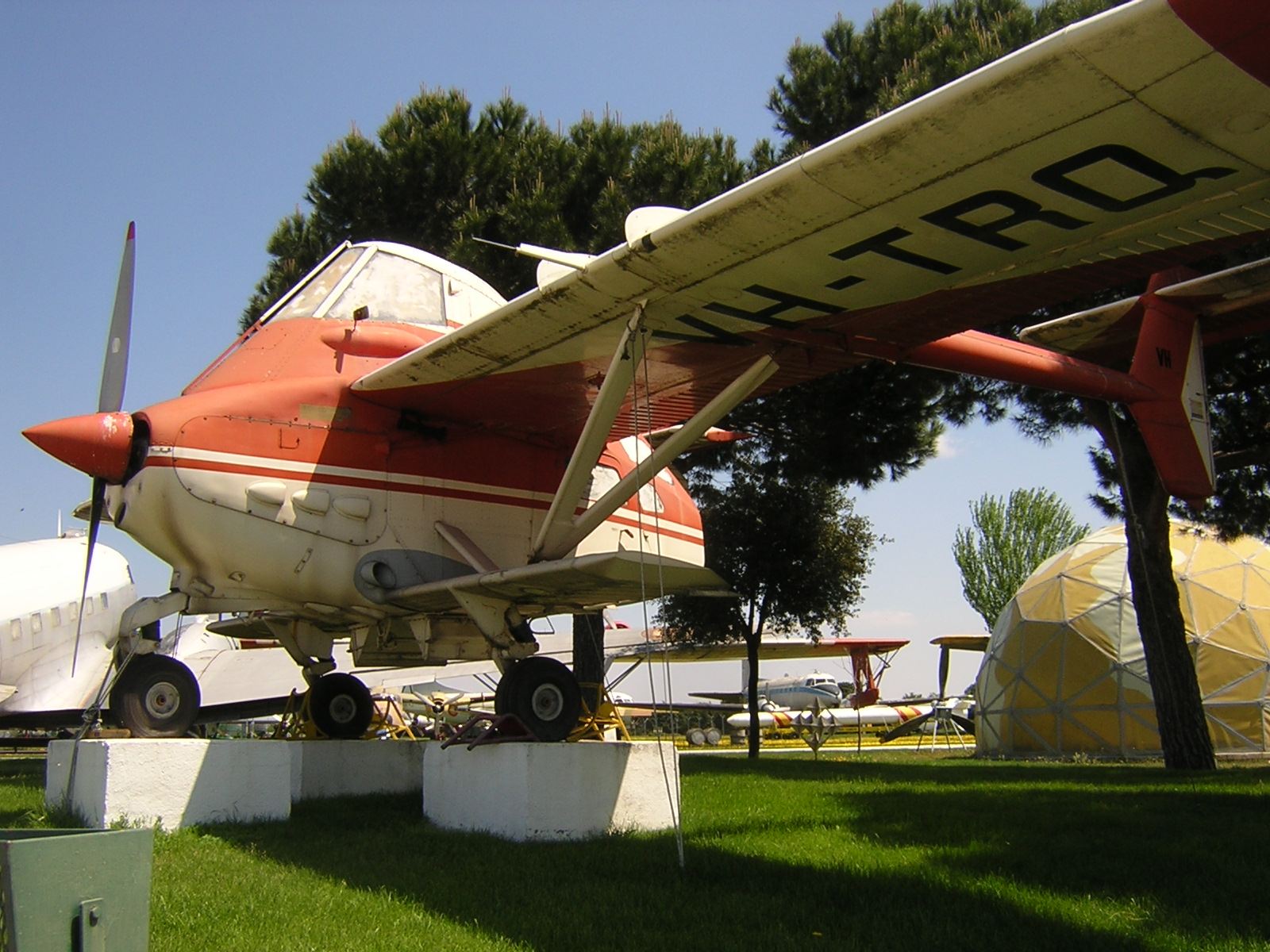
PL-12 エアトラック（農業機）

「ドルニエ航空機製造」（ドイツ語: Dornier Flugzeugwerke）が製造した飛行艇の多くは、水面で機体を安定させるために、主翼に補助フロートを備える一般的な手法ではなく、胴体側面下部に横に広がった「張出し部」（スポンソン）を有し、これによって横風などの外部抵抗を受けた際に傾斜転覆を防ぐ構造を採用しているが、外部搭載物を懸吊する機能や主脚の格納機能はなく、また、揚力発生にほとんど寄与しないものもあり、上記定義に従えば「スタブ・ウイング」とはいえない。
ただし、下記の機体に関しては、第二次世界大戦の開戦前に開発設計されたDo 24T-1の設計に関して、主翼の再設計換装、ターボプロップエンジンへの換装や電子装置の更新、主脚を水密化された翼状の収納庫内に収納し、陸上からも発着可能な水陸両用型へ多用途性を付すなどの近代化改装を行って1983年に初飛行しており、その翼状の張り出し部（スポンソン）は相応の揚力を発生し、造波抵抗の影響を受けない陸上発着時に限り、若干の外部搭載物を懸吊可能な為、操縦翼面は有しないものの、現用の固定翼機としては唯一「短翼の機能としてのスタブ・ウイング」を有した機体といえる。
- ドルニエ Do 24 ATT捜索救難飛行艇

プラット・アンド・ホイットニー・カナダ　PT6A-45Bターボプロップエンジンを搭載する戦後に生産された機体。1機生産。

## 回転翼航空機（ヘリコプター）

### 攻撃ヘリコプター
アメリカ合衆国
- ベル AH-1 コブラ
- ベル AH-1W スーパーコブラ

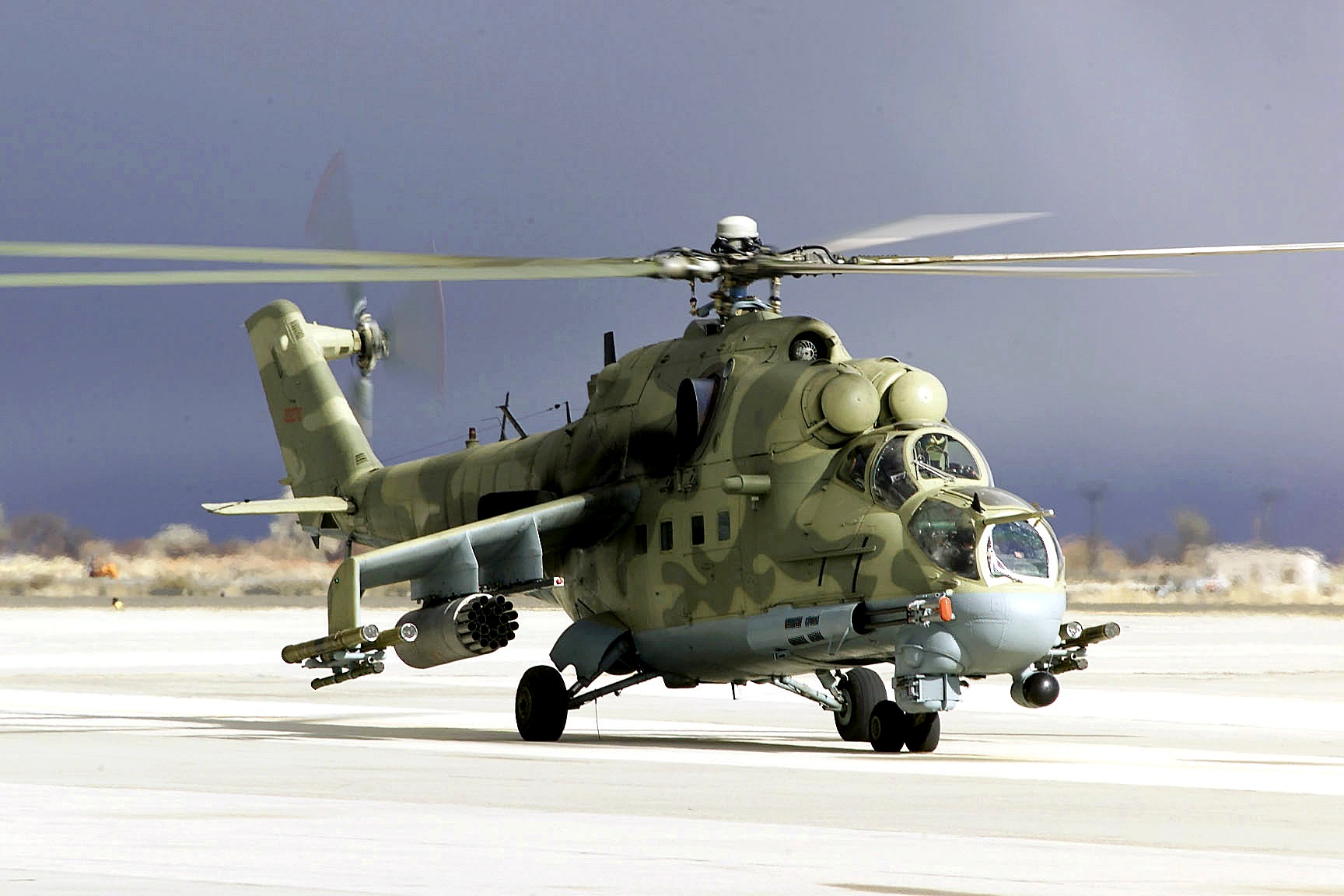
Mi-24 ハインド

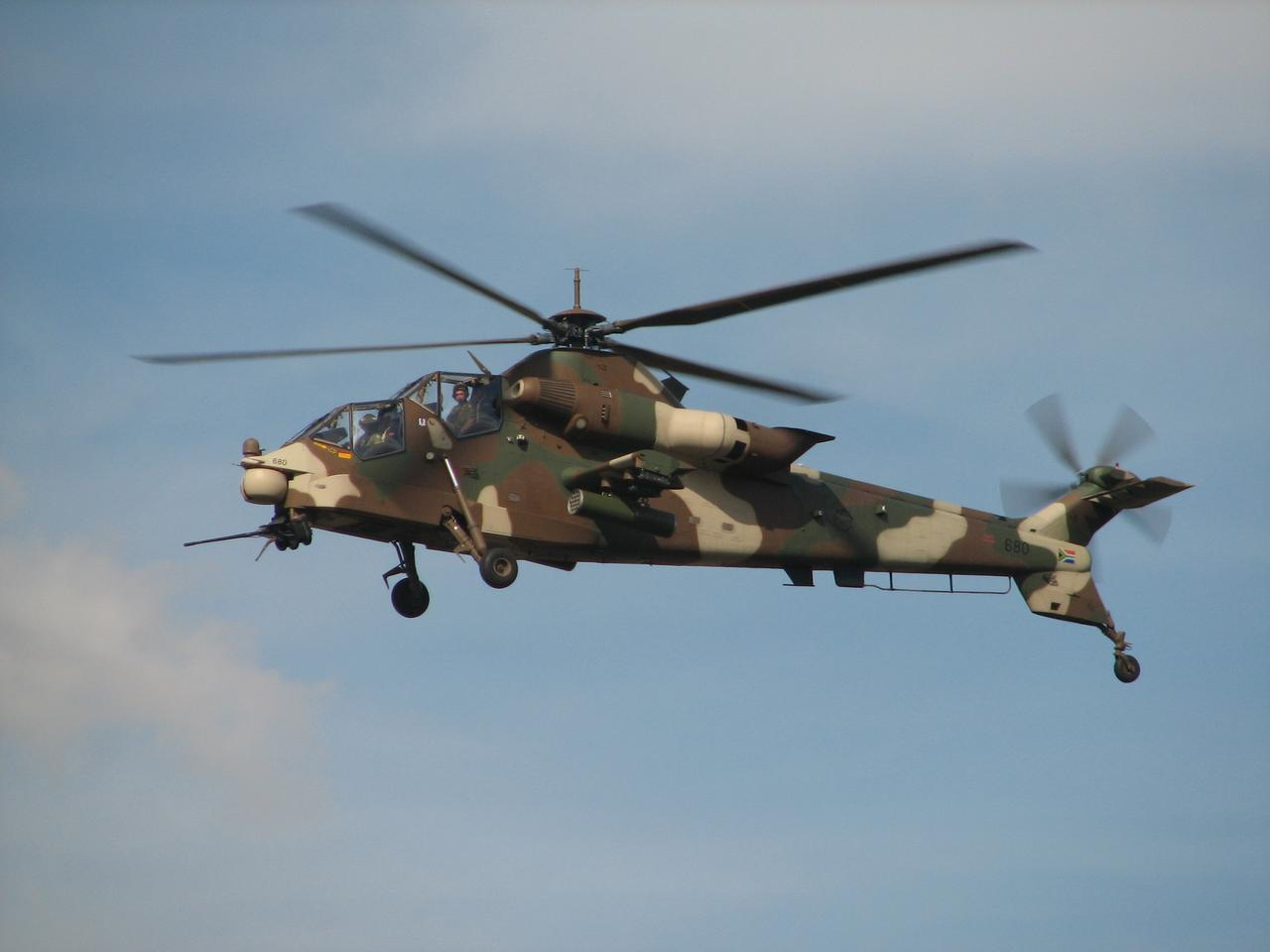
AH-2 ローイファルク

- マクドネル・ダグラス（現ボーイング） AH-64 アパッチ
- マクドネル・ダグラス（現ボーイング） AH-64D アパッチ・ロングボウ

 ソビエト連邦/ ロシア
- ミル Mi-24 （NATOコードネーム：ハインド）
- ミル Mi-28 （NATOコードネーム：ハヴォック）
- カモフ Ka-50 チョールナヤ・アクーラ （NATOコードネーム：ホーカム）
- カモフ Ka-52 アリガートル

 イタリア
- アグスタ A129 マングスタ

 ドイツ/ フランス
- ユーロコプター ティーガー

 南アフリカ共和国
- デネル AH-2 ローイファルク

 中国
- 武直-10

### 偵察/軽攻撃ヘリコプター
日本
- 川崎 OH-1 ニンジャ

 アメリカ合衆国
- ベル OH-58 カイオワ
- ヒューズ OH-6 カイユース

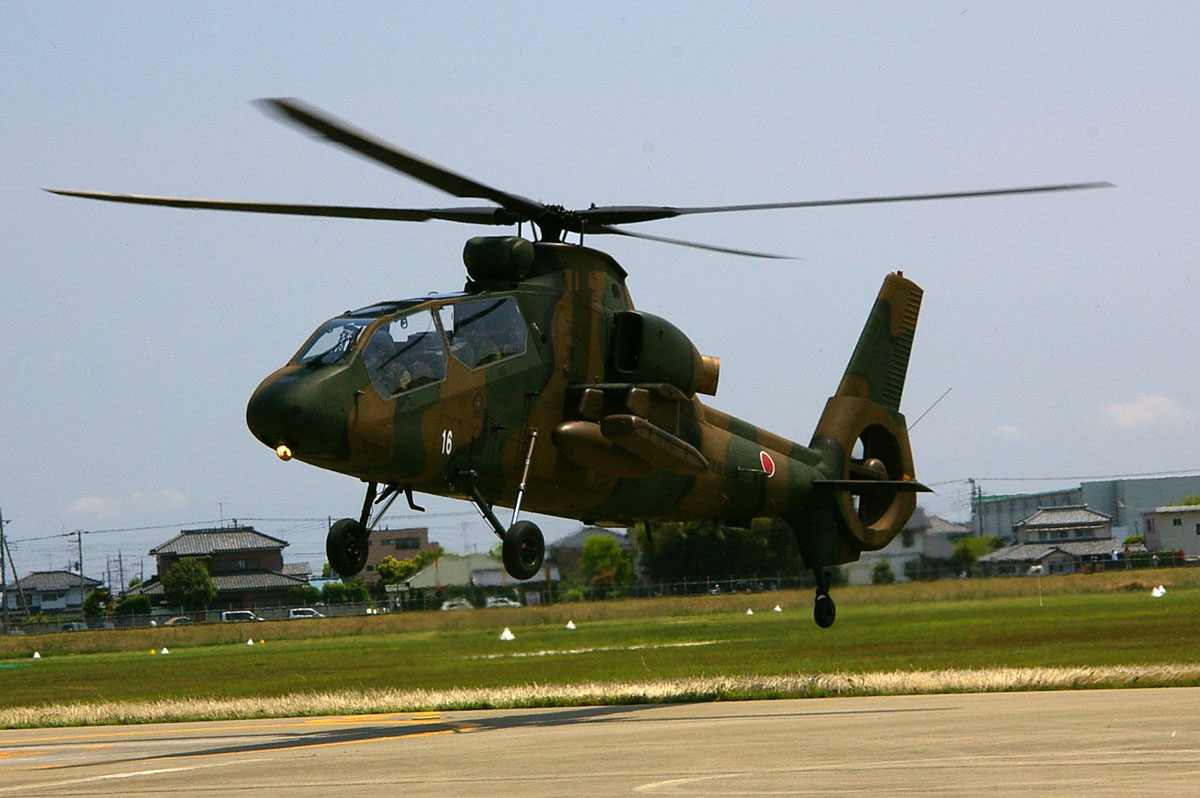
OH-1

- ボーイング・シコルスキー RAH-66 コマンチ ※2004年に開発計画中止

 ポーランド
- PZL-シフィドニク Mi-2US/URN
- PZL-シフィドニク Mi-2URP/URP-G/URS

### 揚力&操縦翼面（小翼）を装備した例
以下全て複合ヘリコプター
- AH-56 シャイアン
- X-49
- シコルスキー S-62 Xウイング

## ミサイルやロケット弾のフィン

### 安定翼としてのフィン

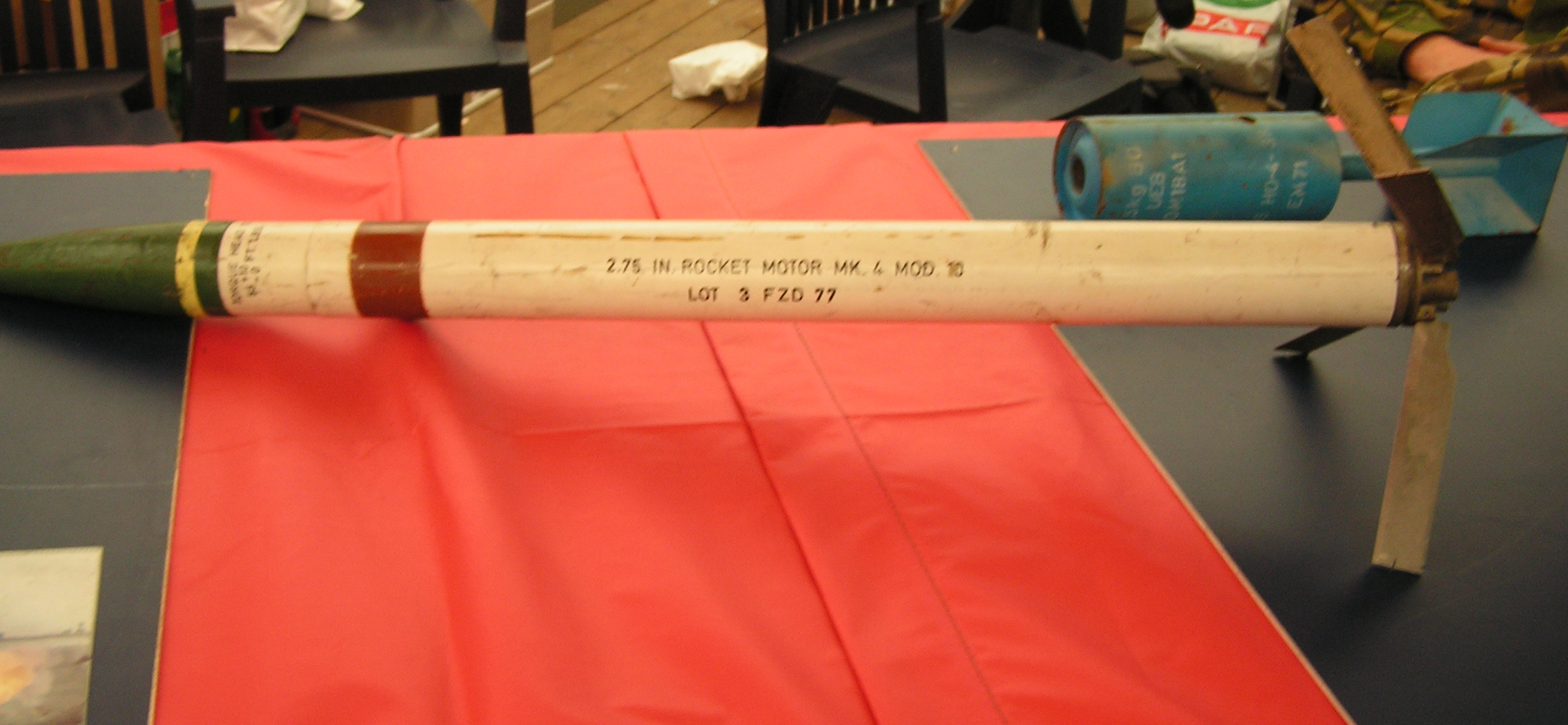
Mk4 mod10 FFAR

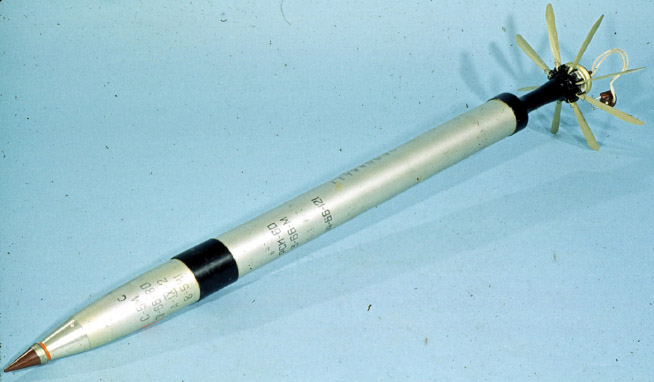
S-5M 57mmロケット弾

第二次世界大戦中に開発されたロケット弾であるイギリスのRP-3などは、ロケット弾の飛翔を安定させるために回転（スピン）を発生させる固定式のフィン（英語: fin、鰭（ひれ）の意味）を持っていた。
第二次世界大戦後にアメリカで開発されたMk4 FFAR（Mk4 Folding-Fin Aerial Rocket）はRP-3と同じく回転を発生させる目的のフィンを持っていたが、航空機への搭載時に空気抵抗を減らす多連装ランチャーに効率的に収納できるよう、収納時はフィンを折り畳んで（Folding）おり発射後に展張される仕組みであったことから、小翼折り畳み式空中発射ロケット弾と日本語に訳された。なお一度展張されたフィンはその位置で固定されて回転を発生させる役割のみを持つ。ソビエト連邦のS-5・S-8・S-25などのロケット弾も、同様に発射後に展張される折り畳み式の安定翼を持っている。
また、戦車の主砲などに使用される砲弾の一種であるAPFSDS（Armor-Piercing Fin-Stabilized Discarding Sabot）も、弾道を安定させるための小さな安定翼を持っており、その名称の「Fin-Stabilized（フィン・スタビライズド、フィンによって安定させられた）」の語源となっている。

### 制御翼としてのフィン

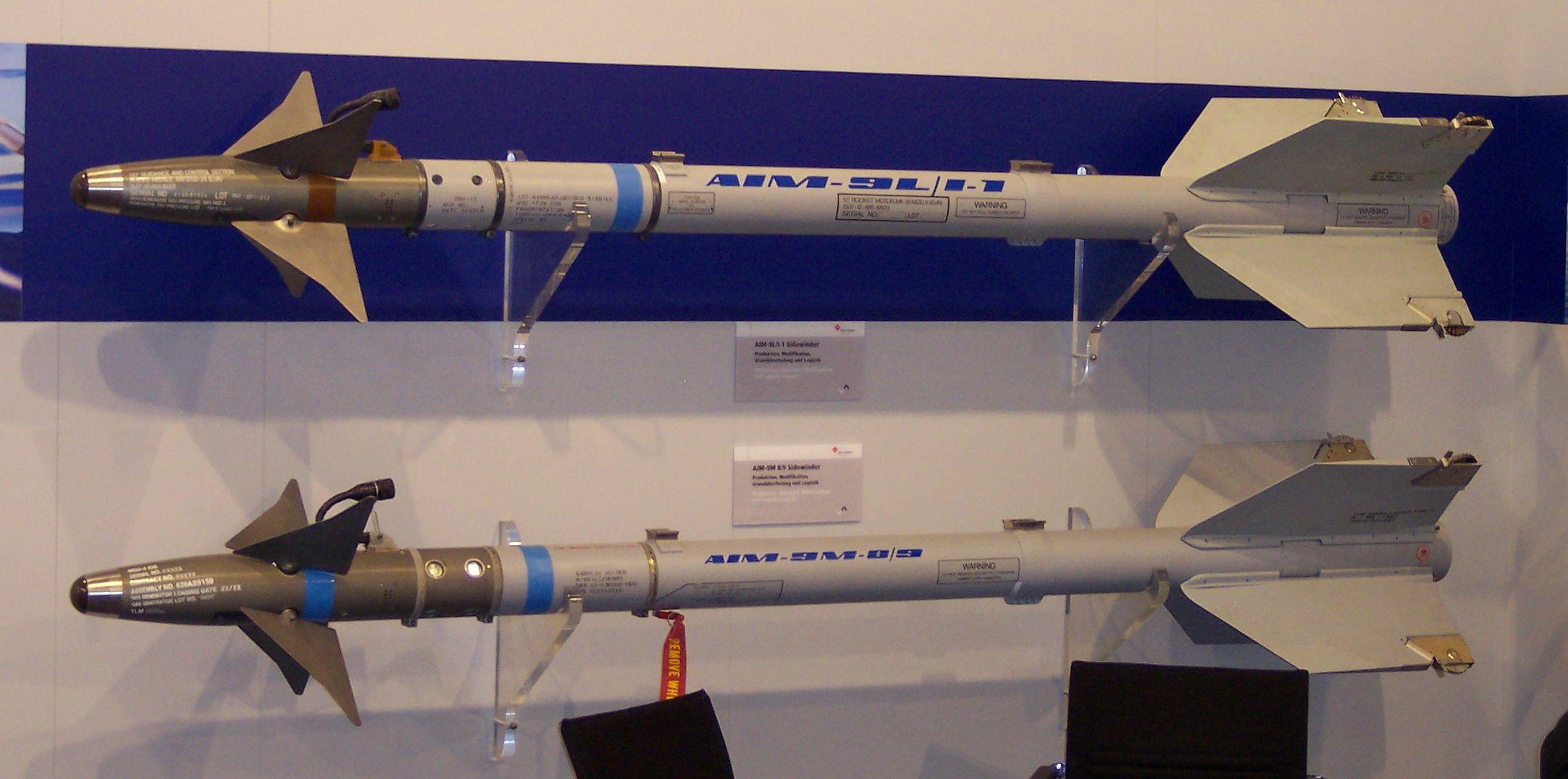
AIM-9L（上段）とAIM-9M（下段）
この2種類のサイドワインダーでは前方の小さなフィンが制御翼として働く動翼で、後方の大きなフィンは固定式の安定翼である。

目標に向けて姿勢と進路を変化させる必要のあるミサイルや誘導爆弾には、安定翼としての固定フィンと合わせて動翼となっている制御翼のフィンも備わっている。
- サイドワインダー
- スパロー
- ペイブウェイ
- AGM-65 マーベリック